# Pride (film)
Pride är en brittisk film från 2014, skriven av Stephen Beresford och regisserad av Matthew Warchus. Handlingen baseras på en verklig historia och handlar om hur en grupp HBTQ-aktivister i ett Thatcher-styrt Storbritannien samlar in pengar för att hjälpa strejkande gruvarbetare och deras familjer.
Filmen visades vid Filmfestivalen i Cannes 2014, där den vann Queerpalmen. Den nominerades 2015 till Golden Globe Award för bästa film – musikal eller komedi, och vann en BAFTA Award: Outstanding Debut by a British Writer, Director or Producer. Imelda Staunton nominerades samma år till BAFTA:s Best Supporting Actress.

## Handling
Under gruvarbetarstrejken i Storbritannien 1984–1985 samlade organisationen Lesbians and Gays Support the Miners (LGSM) in stora mängder pengar för walesiska gruvarbetare i National Union of Mineworkers. 
Filmen handlar om Joe, spelad av George MacKay, en homosexuell 20-åring som inte kommit ut. 1984 reser han till London för att gå i sin första Prideparad. I London träffar han bland andra HBTQ-aktivisten Mark Ashton (Ben Schnetzer) och engagerar sig i LGSM:s arbete för att stötta de strejkande gruvarbetarna. Högkvarteret ligger i gaybokhandeln Gay's the Word. 1985 går gruvarbetarna med i paraden som tack för att LGSM hjälpt dem.

## Rollista
LGSM-medlemmar
- Ben Schnetzer – Mark Ashton
- Joseph Gilgun – Michael "Mike" Jackson
- George MacKay – Joe "Bromley" Cooper
- Faye Marsay – Stephanie "Steph" Chambers
- Dominic West – Jonathan Blake
- Andrew Scott – Gethin Roberts
- Freddie Fox – Jeff Cole
- Chris Overton – Reggie Blennerhassett
- Joshua Hill – Ray Aller

Women's Support Group-medlemmar
- Imelda Staunton – Hefina Headon
- Jessica Gunning – Siân James
- Lisa Palfrey – Maureen Barry
- Liz White – Margaret Donovan
- Nia Gwynne – Gail Pritchard
- Menna Trussler – Gwen

Övriga roller
- Bill Nighy – Cliff Barry
- Paddy Considine – David (Dai) Donovan
- Rhodri Meilir – Martin James
- Monica Dolan – Marion Cooper
- Matthew Flynn – Tony Cooper´
- Karina Fernandez – Stella
- Jessie Cave – Zoe
- Kyle Rees – Carl Evans
- Jack Baggs – Gary
- Sophie Evans – Debbie Thomas
- Olwen Medi – Gethins mor
- Russell Tovey – Tim